# Celesteacústica
Celesteacústica es el sexto álbum de estudio de Celeste Carballo, lanzado en 2001 por Tocka Discos.
El álbum -un unplugged de estudio- cuenta con la participación de Juanse en "Una canción diferente" y de Charly García en "Buscábamos vida".
Buena parte del disco consiste en viejos temas hechos a nuevo en versión acústica, incluyendo "Desconfío" de Pappo, canción que forma parte del repertorio de Celeste desde hace décadas, aquí titulado "Confío", y "Paloma", de Andrés Calamaro.
Este álbum fue nominado a los Latin Grammy Awards como mejor disco de rock en el año 2002.

## Lista de temas
1. Me Voy al Oeste
2. Sabemos que Vuelvo Pronto
3. Ahora Estoy en Libertad
4. Blues del Veraneo
5. Los Poetas de Latinoamérica
6. Paloma
7. Me Vuelvo cada Día más Loca
8. Buscábamos Vida
9. Un Tango Desnuda
10. Una Canción Diferente
11. Confío
12. Algo Nuevo